# Adolf-Grimme-Preis 1981
Der 17. Adolf-Grimme-Preis wurde 1981 verliehen. Die Preisverleihung fand am 21. März 1981 im Theater Marl statt.
Im Rahmen der Veranstaltung wurde auch der „Publikumspreis der Marler Gruppe“ vergeben.

## Preisträger

### Adolf-Grimme-Preis mit Gold
- Peter Krieg (für Buch und Regie zu Septemberweizen, ZDF)
- Thomas Valentin (Buch), Sohrab Shahid Saless (Regie) und Wilfried Grimpe (Darsteller) (für die Sendung Grabbes letzter Sommer, RB)

### Adolf-Grimme-Preis mit Silber
- Dietrich Schubert (Buch und Regie), Katharina Schubert (Buch und Regie), Karsten H. Müller (Kamera) und Frieder Wagner (Kamera) (für die Sendung Steck lieber mal was ein, ZDF)

### Adolf-Grimme-Preis mit Bronze
- Hanns Christian Müller (Buch und Regie), Gerhard Polt (Buch) und Gisela Schneeberger (Darstellerin) (für die Sendereihe Fast wia im richtigen Leben, BR)
- Ilse Hofmann (Regie) und Robert Muller (Buch) (für die Sendung Die Welt in jenem Sommer, WDR)
- Alexander Zapletal (Trickgestaltung) und Jindřich Polák (Buch) (für die Sendereihe Luzie, der Schrecken der Straße, WDR)

### Besondere Ehrung
- Fritz Eberhard (für seine Verdienste zur Entwicklung des Fernsehprogramms)

### Ehrende Anerkennung
- Suzanne von Borsody (für die Darstellung bei Beate S., ZDF)
- Matthias Seelig (Buch), Berengar Pfahl (Buch und Regie), Hans-Jürgen Müller (Darsteller) und Bernd Rademacher (Darsteller) (für die Sendereihe Die Seiltänzer, ZDF)
- Gert Knebel (für die Redaktion bei Spielraum: Kollege Roboter, ZDF)
- Günter Rohrbach (Regie) und Peter Märthesheimer (Produktion) (für die Sendereihe Berlin Alexanderplatz, WDR)
- Heinrich Breloer (für die Regie bei Mein Tagebuch, NDR/WDR)

### Sonderpreis des Kultusministers von Nordrhein-Westfalen
- Sohrab Shahid Saless (für die Regie bei Grabbes letzter Sommer, RB)

### Publikumspreis der Marler Gruppe
- Peter Krebs (Journalist) (für die Sendung Die Feuerbombenmenschen, NDR)
- Kollege Roboter, ZDF
- Peter Krieg (für die Sendung Septemberweizen, ZDF)